# NGC 1552
NGC 1552 (również PGC 14907 lub UGC 3015) – galaktyka spiralna (S0-a), znajdująca się w gwiazdozbiorze Erydanu. Odkrył ją William Herschel 1 stycznia 1786 roku.